# Miss Korea (serie televisiva)
Miss Korea (미스코리아?, Miseu Kori-aLR) è una serie televisiva sudcoreana trasmessa su MBC dal 18 dicembre 2013 al 26 febbraio 2014.

## Trama
1997: schiacciata dalla crisi finanziaria asiatica, la Vivi, piccola compagnia di cosmetici appartenente a Kim Hyung-joon, è oppressa dagli strozzini e rischia la bancarotta. Per salvare l'azienda, l'uomo e i suoi impiegati decidono di sponsorizzare una ragazza all'imminente concorso di Miss Corea, ottenendo così pubblicità e finanziamenti per realizzare la BB Cream, che ritengono essere il futuro della cosmesi. La scelta di Hyung-joon ricade sulla sua ex, Oh Ji-young, un tempo ragazza più ammirata del liceo e adesso ascensorista presso i grandi magazzini Dream. Intraprendente e disinvolta, Ji-young è cresciuta in una famiglia di soli uomini e punta al premio in denaro del concorso per operarsi di mastectomia al seno troppo piccolo. Durante le varie fasi delle selezioni, Hyung-joon, Ji-young e la loro squadra si ritrovano in competizione con le candidate di due dei saloni di bellezza più prestigiosi di Seul, il Queen di Ma Ae-ri e lo Cherry di Yang Choon-ja.

## Personaggi
- Oh Ji-young, interpretata da Lee Yeon-hee
Ascensorista dei grandi magazzini Dream, dal carattere spigliato e irriverente, ma anche insicuro.
- Kim Hyung-joon, interpretato da Lee Sun-kyun
Presidente della Vivi Cosmetici, di qualche anno più grande rispetto a Ji-young. Stavano insieme dieci anni prima dell'inizio della storia, poi si sono lasciati.
- Ma Ae-ri, interpretata da Lee Mi-sook
Direttrice del salone di bellezza Queen, una donna rigorosa che un tempo è stata Miss Corea. Nutre un estremo rispetto per il concorso e ogni anno sponsorizza delle concorrenti.
- Jung Seon-saeng, interpretato da Lee Sung-min
Galoppino di una banda di strozzini, ha il compito di riscuotere il debito di Hyung-joon, ma ne diventa amico e si innamora di Hwa-jung.
- Go Hwa-jung, interpretata da Song Seon-mi
Una delle ricercatrici della Vivi Cosmetici. Si innamora di Seon-saeng.
- Lee Yoon, interpretato da Lee Ki-woo
Ex-compagno di scuola di Hyung-joon, anche lui in passato è stato innamorato di Ji-young. Ora è presidente di una società.
- Kim Jae-hee, interpretata da Ko Sung-hee
Figlia illegittima di un politico, partecipa al concorso sponsorizzata dal salone di bellezza Queen.
- Caposezione Yoon, interpretato da Heo Seung-jae
Impiegato del salone di bellezza Queen.
- Im Sun-joo, interpretata da Kang Han-na
Concorrente di Miss Seul sponsorizzata dal salone di bellezza Cherry.
- Shin Sun-young, interpretata da Ha Yeon-joo
Concorrente di Miss Corea sponsorizzata dal salone di bellezza Cherry.
- Choi Soo-yeon, interpretata da Park Guk-sun
Concorrente di Miss Corea sponsorizzata dal salone di bellezza Queen.
- Kim Seong-cheol, interpretato da Go In-beom
Padre di Jae-hee, un politico che concorre alle presidenziali.
- Figlio di Ma Ae-ri, interpretato da Kang Tae-oh
- Han So-jin, interpretata da Park Ha-na
- Kim Yoo-ra, interpretata da Moon Ji-in
- Jung Eun-ah, interpretata da Yoo Eun-ho
- Lee Young-sun, interpretata da Kim Ye-won
Collega ascensorista di Ji-young.
- Presidente Hwang, interpretato da Jung Seung-kil
Presidente del concorso di Miss Corea.
- Yang Choon-ja, interpretata da Hong Ji-min
Direttrice del salone di bellezza Cherry ed ex-assistente di Ma Ae-ri.
- Kim Hong-sam, interpretato da Oh Jung-se
Ricercatore della Vivi Cosmetici, innamorato di Hwa-jung.
- Kim Kang-woo, interpretato da Choi Jae-hwan
Ricercatore della Vivi Cosmetici.
- Kim Kang-shik, interpretato da Jo Sang-ki
Presidente della Bada Cosmetici e fratello maggiore di Kang-woo.
- Capodipartimento Park, interpretato da Jang Won-young
Superiore di Ji-young ai grandi magazzini Dream.
- Oh Jong-goo, interpretato da Jang Yong
Nonno di Ji-young.
- Oh Myun-sang, interpretato da Jung Kyu-soo
Padre di Ji-young, che la ragazza chiama "mamma" dopo la morte della madre quando era piccola.
- Oh Woong-sang, interpretato da Jung Suk-yong
Zio di Ji-young.
- Oh Ji-seok, interpretato da Baek Bong-ki
Fratello maggiore di Ji-young.
- Go Bong-hee, interpretata da Im Ye-jin
Madre di Hyung-joon, gestisce una sauna a Jeju.

## Ascolti
| Episodio | Data di trasmissione | Dati TNSM           | Dati TNSM                  | Dati AGB            | Dati AGB                   |
| Episodio | Data di trasmissione | A livello nazionale | Area metropolitana di Seul | A livello nazionale | Area metropolitana di Seul |
| -------- | -------------------- | ------------------- | -------------------------- | ------------------- | -------------------------- |
| 1        | 18 dicembre 2013     | 7,6%                | 8,7%                       | 7,0%                | 8,0%                       |
| 2        | 19 dicembre 2013     | 7,1%                | 9,5%                       | 7,3%                | 8,4%                       |
| 3        | 25 dicembre 2013     | 8,2%                | 10,6%                      | 7,7%                | 8,1%                       |
| 4        | 26 dicembre 2013     | 8,1%                | 9,9%                       | 7,7%                | 8,5%                       |
| 5        | 1 gennaio 2014       | 8,1%                | 8,9%                       | 9,5%                | 10,8%                      |
| 6        | 2 gennaio 2014       | 8,3%                | 10,2%                      | 8,9%                | 9,6%                       |
| 7        | 8 gennaio 2014       | 6,9%                | 7,6%                       | 7,4%                | 8,4%                       |
| 8        | 9 gennaio 2014       | 8,5%                | 11,0%                      | 8,5%                | 9,4%                       |
| 9        | 15 gennaio 2014      | 6,8%                | 7,9%                       | 6,8%                | 7,7%                       |
| 10       | 16 gennaio 2014      | 7,9%                | 9,8%                       | 7,1%                | 7,6%                       |
| 11       | 22 gennaio 2014      | 7,3%                | 9,0%                       | 7,1%                | 7,2%                       |
| 12       | 23 gennaio 2014      | 8,6%                | 8,6%                       | 6,7%                | 7,5%                       |
| 13       | 29 gennaio 2014      | 5,6%                | 6,5%                       | 5,9%                | 6,8%                       |
| 14       | 30 gennaio 2014      | 8,9%                | 9,8%                       | 8,6%                | 10,0%                      |
| 15       | 5 febbraio 2014      | 6,4%                | 7,4%                       | 6,8%                | 7,8%                       |
| 16       | 6 febbraio 2014      | 7,5%                | 8,2%                       | 7,3%                | 8,2%                       |
| 17       | 13 febbraio 2014     | 5,7%                | 6,2%                       | 4,8%                | 4,9%                       |
| 18       | 19 febbraio 2014     | 6,8%                | 7,9%                       | 7,0%                | 8,6%                       |
| 19       | 20 febbraio 2014     | 5,8%                | 7,0%                       | 5,9%                | 7,3%                       |
| 20       | 26 febbraio 2014     | 5,5%                | 5,6%                       | 6,2%                | 7,0%                       |
| Media    | Media                | 7,2%                | 8,4%                       | 7,2%                | 8,1%                       |

## Colonna sonora
1. Moonlight – Onew
2. Take My Hands – Every Single Day
3. Hero – J-Min
4. New World – Every Single Day
5. It Happens (It's Just Me) (그럴 수 있잖아 (It's Just Me)) – Oksang Dalbit
6. Heartbreaker – Bada feat. Every Single Day
7. Street of Angels – Every Single Day
8. Boss Jung Sonatine
9. Drum Tension
10. El Topo
11. Hero Strings
12. Ironic Waltz
13. Long Live the Queen
14. Nostalgia
15. Pure Desire
16. Transience of Life
17. Wait Alone
18. Warning

## Riconoscimenti
| Anno | Premio             | Categoria                                     | Ricevente    | Risultato       |
| ---- | ------------------ | --------------------------------------------- | ------------ | --------------- |
| 2014 | Korea Drama Awards | Best New Actress                              | Ko Sung-hee  | Candidato/a     |
| 2014 | MBC Drama Awards   | Top Excellence Award, Actress in a Miniseries | Lee Yeon-hee | Candidato/a     |
| 2014 | MBC Drama Awards   | Excellence Award, Actor in a Miniseries       | Lee Sun-kyun | Candidato/a     |
| 2014 | MBC Drama Awards   | Golden Acting Award, Actress                  | Lee Mi-sook  | Vincitore/trice |
| 2014 | MBC Drama Awards   | Best New Actress                              | Ko Sung-hee  | Vincitore/trice |

## Distribuzioni internazionali
| Paese     | Canale/i                   | Prima TV                      | Titolo adottato           |
| --------- | -------------------------- | ----------------------------- | ------------------------- |
| Giappone  | KNTV                       | 12 luglio-14 settembre 2014   | ミス・コリア (Miss Corea) |
| Hong Kong | TVB Network Vision Limited | 28 settembre-30 novembre 2014 | 韓國小姐 (Miss Corea)     |